# Офлага
Офлага (итал. Offlaga) је насеље у Италији у округу Бреша, региону Ломбардија.
Према процени из 2011. у насељу је живело 3487 становника. Насеље се налази на надморској висини од 72 м.

## Становништво
Према резултатима пописа становништва 2011. у општини је живело 4.269 становника.
| 1951. | 1961. | 1971. | 1981. | 1991. | 2001. | 2011. |
| ----- | ----- | ----- | ----- | ----- | ----- | ----- |
| 4.629 | 3.363 | 2.881 | 2.860 | 3.029 | 3.365 | 4.269 |